# Kohnstammhuis

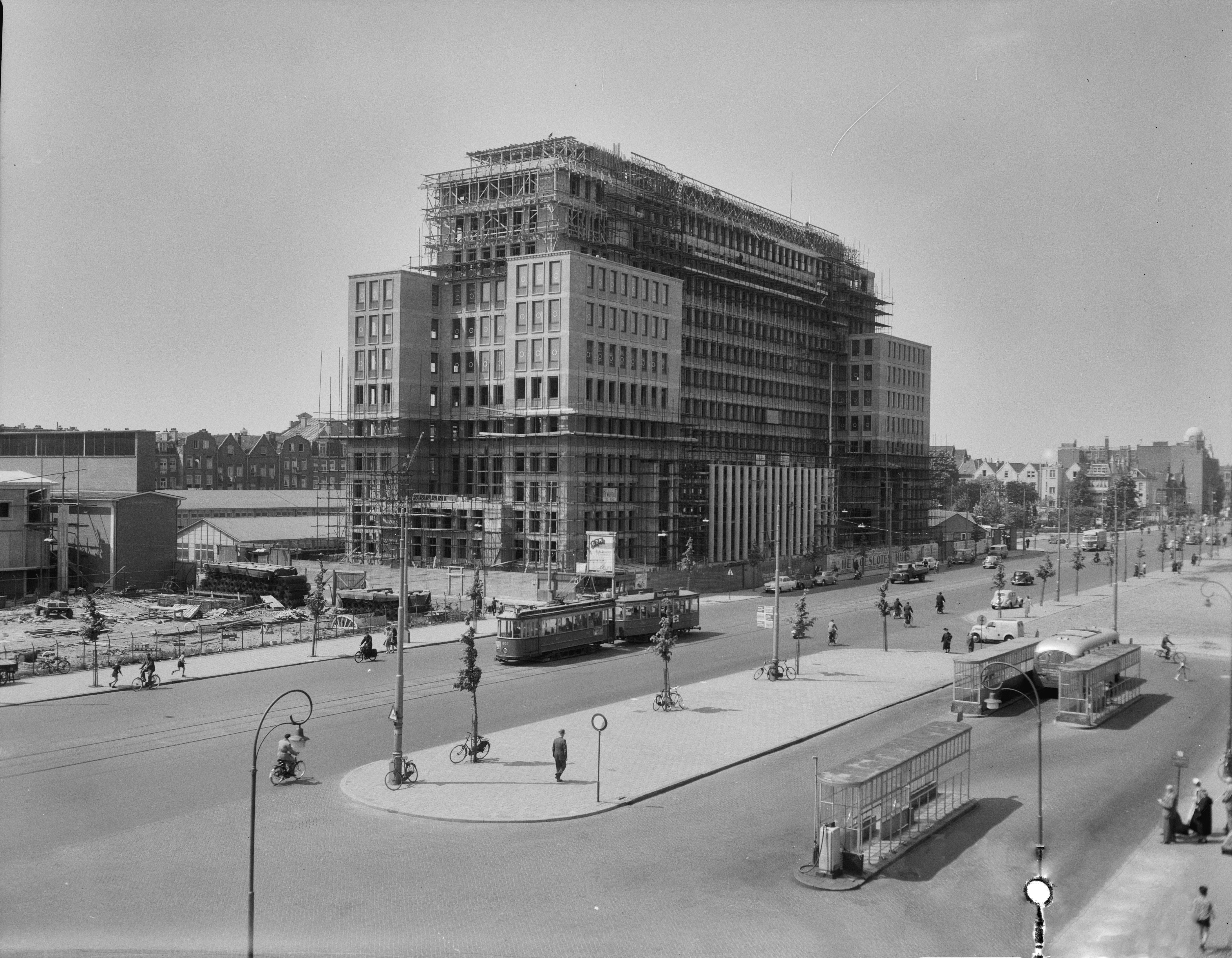
Belastingkantoor in aanbouw in 1956

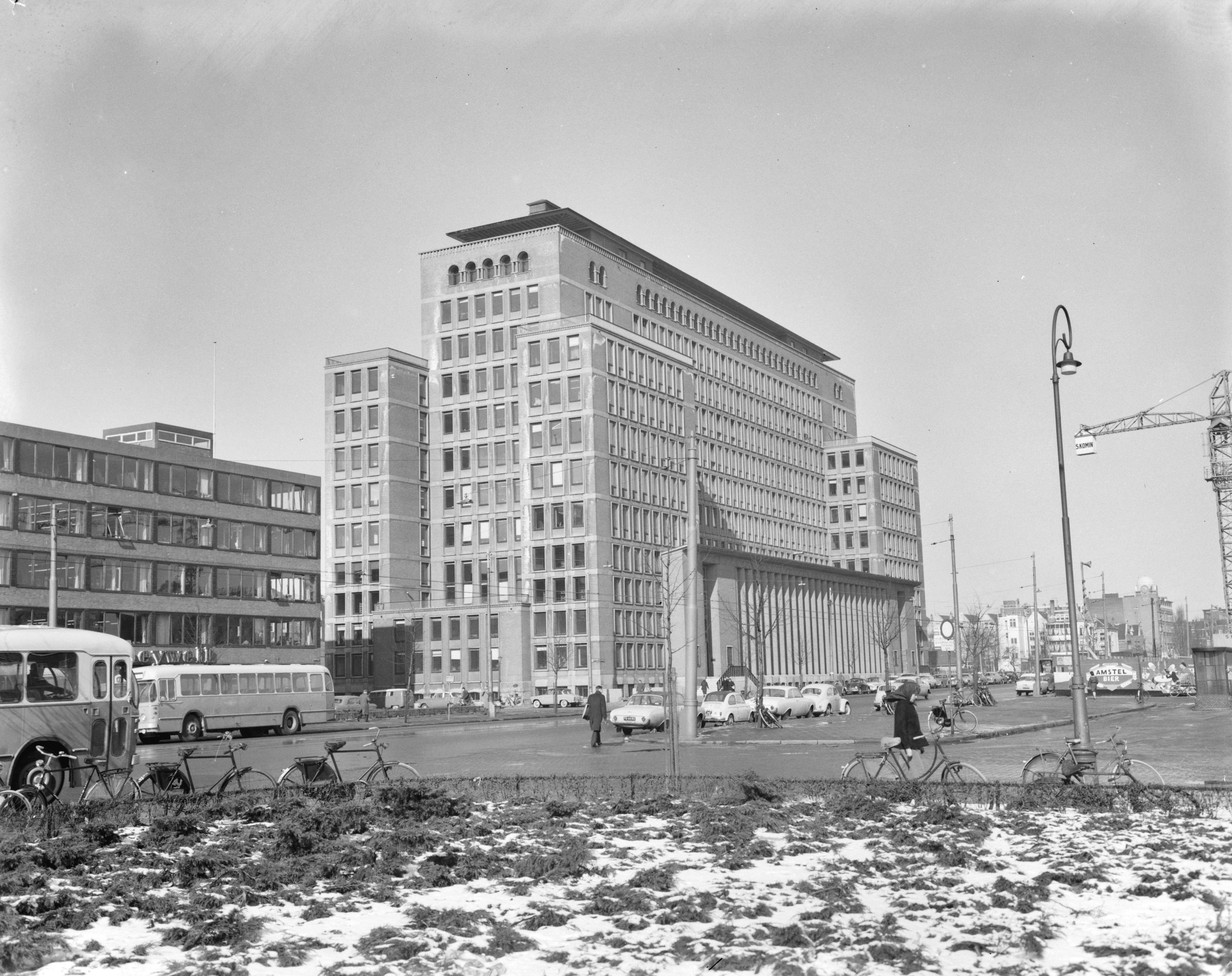
Belastingkantoor in 1962

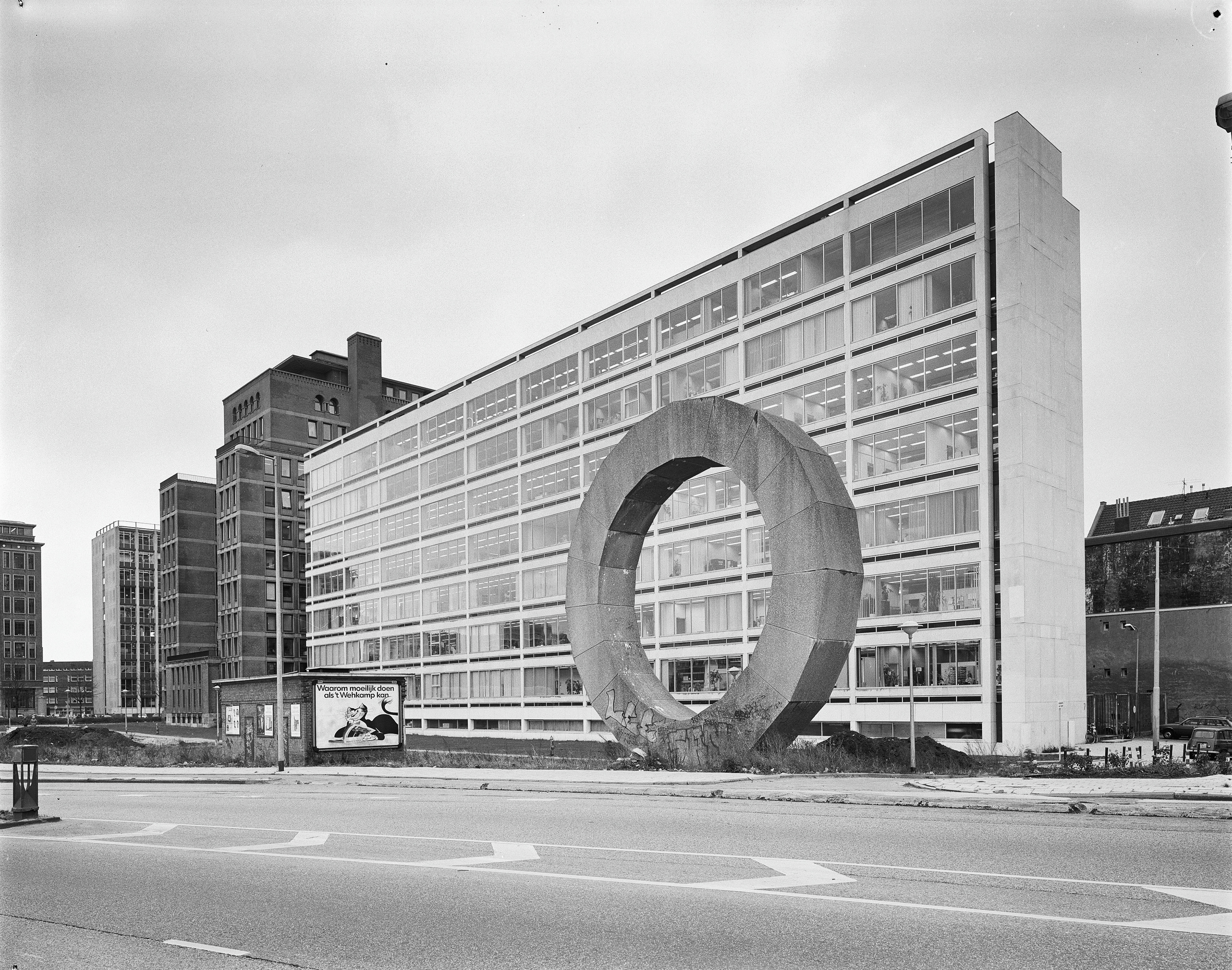
Zijvleugel uit 1970 die door zijn nieuw-zakelijke bouwstijl uit de toon viel bij de architectuur van de Delftse School in 1991

Het Kohnstammhuis is een markant gebouw in Amsterdam, gelegen aan de Wibautstraat nabij het Rhijnspoorplein. Het gebouw werd geopend in 1958 om de Belastingdienst te huisvesten, die er tot 1994 in zat. Tegenwoordig wordt het gebruikt door de Hogeschool van Amsterdam, die het gebouw vernoemde naar de natuurkundige, filosoof en pedagoog Philip Kohnstamm.

## Ontwerp en doel

### Ontwerp en bouw
Het gebouw is in de jaren vijftig van de 20e eeuw ontworpen door ingenieur Gijsbert Friedhoff (rijksbouwmeester van 1946-1958) op de plek waar tot 1939 de laaggelegen spoorlijn naar Utrecht lag. De voltooiing van het pand, dat is opgetrokken in de traditionalistische stijl van de Delftse School, was in 1958 en geldt als een van de weinige zuivere voorbeelden in Nederland van architectonisch stalinisme. Het was toen met tien verdiepingen het hoogste kantoorgebouw van Amsterdam. Het werd in de wandelgangen ook wel "Het grijze monument van de richtige heffing" genoemd.
Het interieur van de kantoren werd sober afgewerkt. Wel werd decoratie toegepast in de kantines. In de kleine kantine werden twee non-figuratieve wandschilderingen van D. Tuynman aangebracht. In de grote kantine, op de negende verdieping (tegenwoordig de Kohnstammzaal) werd glas-in-lood geplaatst in de bovenramen, ontworpen door H. Telkamp, Frans Nols en K. Wenckebach. Ook werd daar een grote wandschildering aangebracht van mensen aan het water door V.G.A. Röling. 

### Belastingdienst
Het pand kwam tot stand om de rijksbelastingdienst in Amsterdam centraal te kunnen huisvesten, die tot dan toe in het Oost-Indisch Huisen versnipperd over de stad was gehuisvest. Het gebouw heette indertijd het "Centraal Belastinggebouw" (CBG). 

### Uitbreiding in de jaren-zeventig
In 1970 verscheen aan de noordwestzijde aan de Mauritskade een nieuwe zijvleugel van vijf verdiepingen  Die aanbouw, ontworpen door Friedhoffs assistent Mart Bolten, in samenwerking met toenmalig rijksbouwmeester Jo Vegter, was wit en in de stijl van de moderne kantoren uit die tijd. De renovatiearchitecten (Ibelings Van Tilburg) respecteerden Boltens keuze voor materiaalkleur niet en bijgevolg verloor het pand die frisse, blakend witte uitstraling doordat het een iets geliger gevelbekleding kreeg. De vleugel draagt tegenwoordig de naam Theo Thijssenhuis en vormt samen met het Kohnstammhuis het Kohnstammensemble.

### Vertrek Belastingdienst
In 1994 verliet de belastingdienst het gebouw wegens ruimtegebrek en de hoge kosten voor de verbouwing van het - toen nog niet als zodanig benoemde - rijksmonument. Ze vertrok naar de Kingsfordweg in Sloterdijk. Hier werd intrek genomen in het "Boekhuis", een nieuw, groot pand van de hand van Abe Bonnema dat gebouwd was voor Elsevier Reed, dat er echter nooit introk.

## Een nieuwe gebruiker

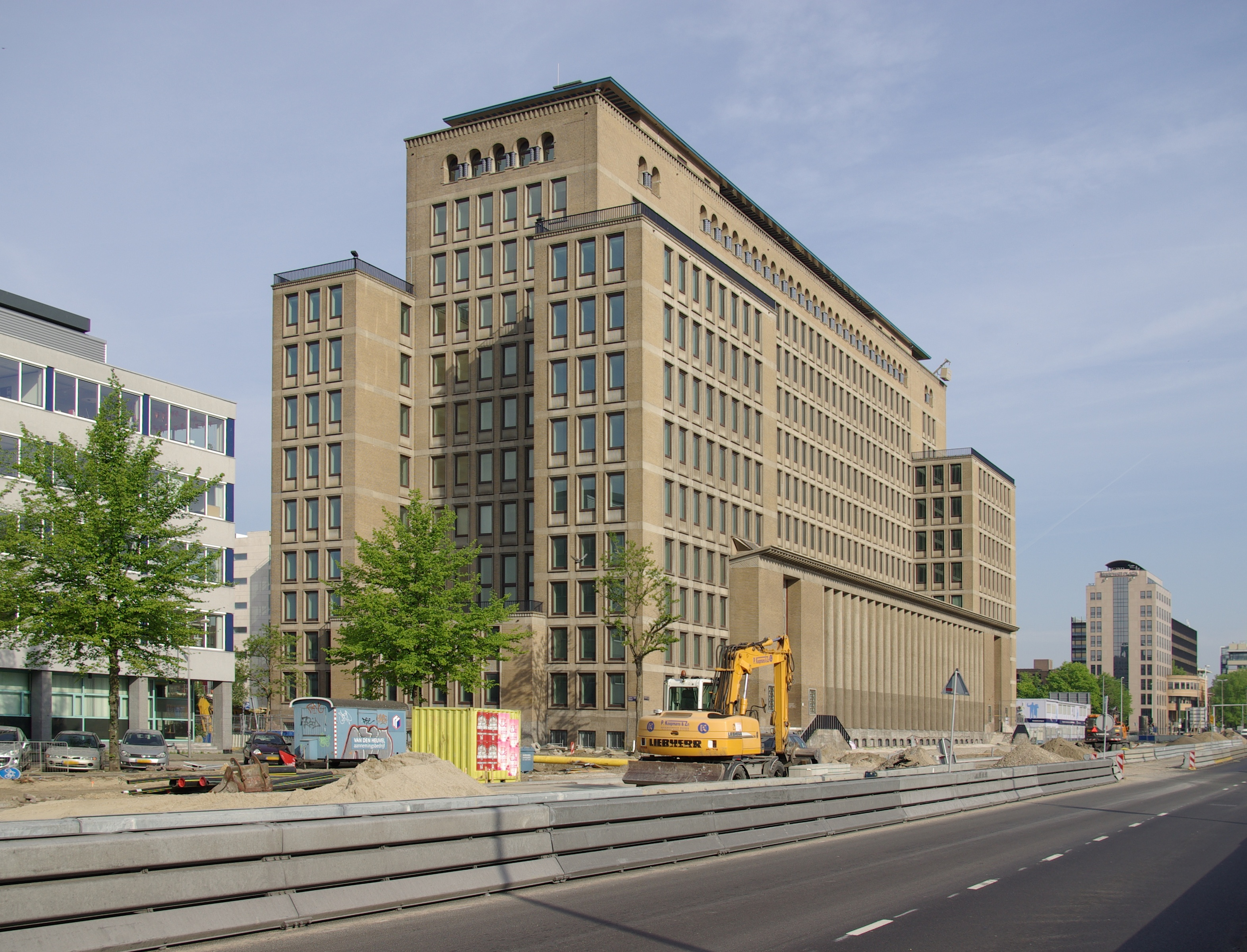
Het Kohnstammhuis in 2011

Het gebouw stond leeg, tot de Hogeschool van Amsterdam (HvA) eind jaren negentig haar oog erop liet vallen. Zij was van zins haar onderwijsactiviteiten te centraliseren en het voormalige belastingkantoor dat de naam Kohnstammhuis kreeg, paste in het idee van een onderwijsboulevard; het toenmalige plan van de HvA voor de Wibautstraat. Als nevenonderdeel van dit voornemen werden ook het Singelgrachtgebouw (beter bekend als de voormalige Raad van Arbeid en later als gebouw van de Sociale Verzekeringsbank) en het Wibauthuis aangekocht. De plannen wijzigden echter en de HvA besloot tot een nog dichtere concentratie van onderwijs rond het Rhijnspoorplein aan de kop van de Wibautstraat. Het Wibauthuis paste volgens de school niet langer in deze plannen en is dientengevolge aan de sloophamer ten prooi gevallen. 

### Renovatie
In 1997 werd het gebouw gerenoveerd en kwamen zowel de Hogeschool als de Universiteit van Amsterdam in het gebouw. De ingang werd bij deze renovatie verplaatst naar de achterkant. In september 2011 werd het gebouw wederom gemoderniseerd en verbouwd. In het Kohnstammhuis heeft de HvA een cultureel platform opgericht met de naam FLOOR (vernoemd naar de SDAP-politicus Floor Wibaut). De arena op de begane grond is onder andere een plek voor debatten en bijeenkomsten.

## Monument

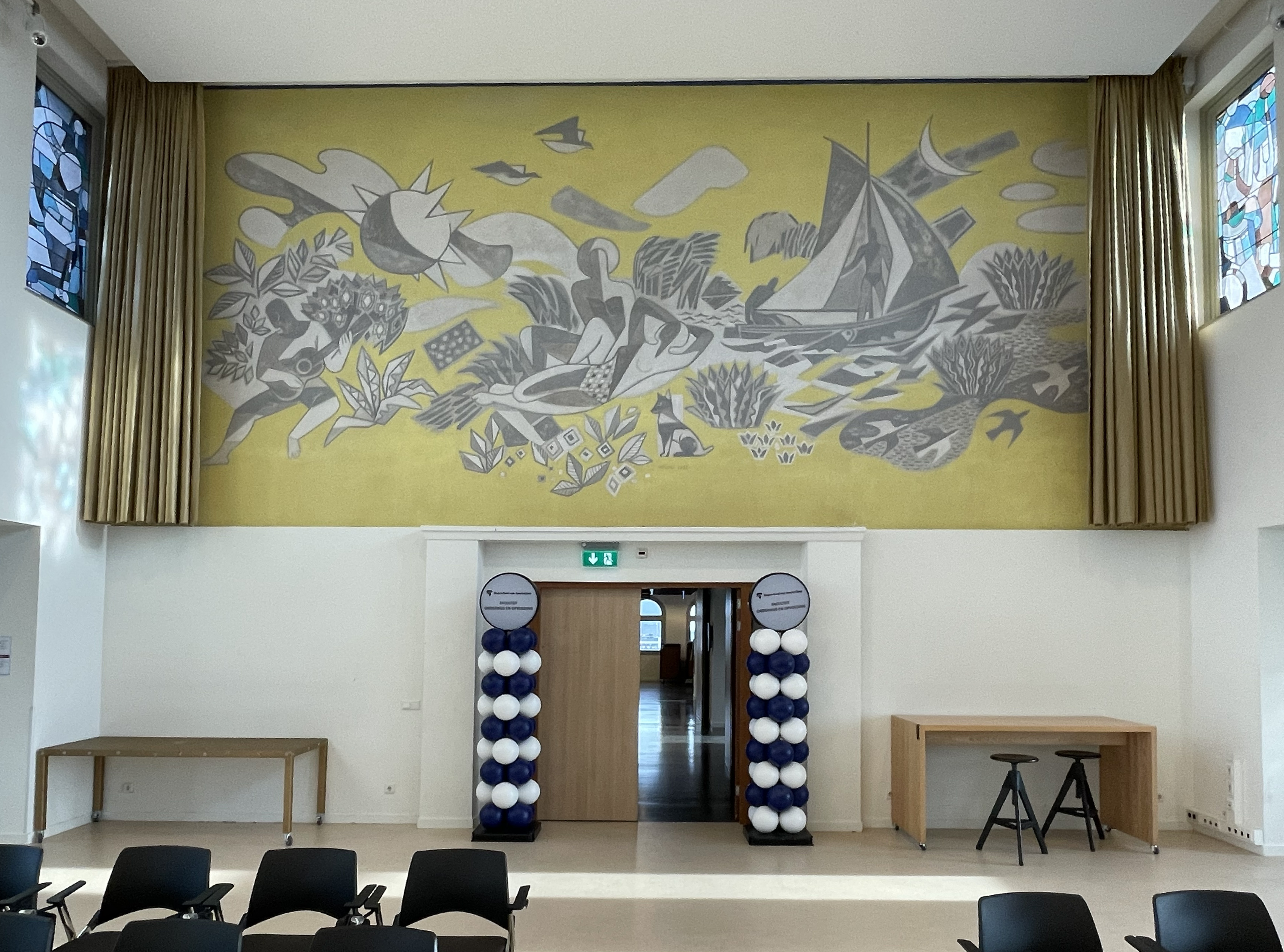
Wandschildering van V.G.A. Röling in de voormalige kantine op de negende verdieping

Na voordracht in 2007 via de lijst van rijksmonumenten uit de periode 1940-1958, opgesteld door minister Plasterk (PvdA), werd het Kohnstammhuis erkend als rijksmonument. Ook het Singelgrachtgebouw kwam erop (architect Cornelis Jouke Blaauw & ir. H.T. Zwiers). Het Wibauthuis (architect N.J.J. Gawronski) was daar te jong voor (< 50 jaar), en heeft eveneens de kans niet gekregen uitgeroepen te worden tot gemeentelijk monument - de rechter besloot dat de door de HvA gewenste sloop legitiem was.